# إبراهيم بدر الدين السيد
إبراهيم بدر الدين السيد (ولد في 18 أيلول / سبتمبر 1927) هو لاعب تنس مصري مثل مصر في 17 مباراة في كأس ديفيس بين 1955 و1962.